# Escola Superior de Negócios em Dąbrowa Górnicza
WSB Universidade (anteriormente  Escola Superior de Negócios (WSB) em Dąbrowa Górnicza) é uma universidade privada na Polónia.

## História[3]
A Escola Superior de Negócios foi fundada em 1995 com autorização para condução dos cursos de graduação em gestão e marketing. Atualmente oferece estudos de 1º e 2º grau, bem como os de e MBA. Em 2012 a WSB em Dąbrowa Górnicza recebeu o direito de conferir o grau de doutor em ciências económicas na área de ciência da administração. Em 2008 a Escola foi premiada uma Medalha de Prata de Jan Masaryk. em 2008, a escola foi premiado de Jan Masaryk. Em 2013, como resultado de uma avaliação abrangente da ciência e da investigação e desenvolvimento de instituições científicas realizada pela Comissão de Avaliação de Pesquisa, a Faculdade de Administração, Ciência da Computação e Ciências Sociais da WSB foi classificado na categoria A.

## Escola
A universidade oferece ensino em 10 locais (na sede em Dąbrowa Górnicza, bem como nas Faculdades Fora da Sede em Varsóvia, Kraków, Cieszyn, Żywiec, Olkusz e Jaworzno, além dos Centros em Katowice, Gliwice e Tychy), aproximadamente 6 000 estudantes e 200 funcionários, 180 dos quais são docentes. Participa em programas Lifelong Learning Programme, ERASMUS e ERASMUS MUNDUS e tem acordos com aprox. 60 instituições de ensino superior.

## Ligações
- Página oficial
- Oferta didática da WSB